# چانگ میون
چانگ میون (انگلیسی: Chang Myon؛ ۲۸ اوت ۱۸۹۹ – ۴ ژوئن ۱۹۶۶) یک دیپلمات, دبیر، روزنامه نگار و فعال اجتماعی اهل کره جنوبی بود. وی چهارمین و آخرین معاون رئیس‌جمهور در نخستین جمهوری کره جنوبی و نیز نخست‌وزیر دومین جمهوری کره بود.

## فعالیت ها
در دوران سلطه ژاپن، چانگ از سال ۱۹۱۹ تا ۱۹۲۱ میلادی به عنوان یک معلم در مدرسه الهیات کاتولیک یونگ سان به کار پرداخت. از سال ۱۹۳۱ تا ۱۹۳۶ وی به عنوان مدرس در مدرسه عالی بازرگانی دونگ سونگ اشتغال داشت. از سال ۱۹۳۹ تا ۱۹۴۲ نیز رئیس مدرسه ابتدایی گیه سونگ بود.
بین سال‌های ۱۹۴۸ تا ۱۹۴۹ نماینده کره جنوبی در مقر عمومی سازمان ملل بود و در نخستین جمهوری کره به عنوان سفیر به ایالات متحده اعزام شد. در سال ۱۹۵۱ به نخست وزیری کره جنوبی رسید. از سال ۱۹۵۶ تا ۱۹۶۰ معاون رئیس‌جمهور و از سال ۱۹۶۰ تا ۱۹۶۱ نخست وزیر بود.
دوران نخست وزیری چانگ میون پس از کودتای موفق پارک چونگ هی به پایان رسید. این کودتا پایانی بر جمهوری دوم کره جنوبی بود.